# Walls of Red Wing
Walls of Red Wing è una canzone folk di protesta, scritta dal cantautore americano Bob Dylan. Originariamente registrata per il secondo album di Dylan, The Freewheelin' Bob Dylan, all’ultimo però si è deciso non includere la canzone nell’LP. Walls of Red Wing doveva quindi essere incisa nel disco successivo, The Times They Are a-Changin', ma, di nuovo, non è stata pubblicata. La versione registrata per The Freewheelin' Bob Dylan alla fine apparve su The Bootleg Series Volumes 1-3 (Rare & Unreleased) 1961-1991. La canzone descrive un riformatorio giovanile di Red Wing, nel Minnesota.

## Il brano
Per la composizione di Walls of Red Wing Dylan si è ispirato alla ballata folk scozzese The Road and the Miles to Dundee, che potrebbe aver appreso da altri aspiranti folksinger, come Martin Carthy, durante un viaggio a Londra nel 1963. Nella sua narrazione, Dylan ritrae un centro di detenzione minorile a Red Wing, nel Minnesota. Nonostante sconvolgenti descrizioni (“i muri di filo spinato” e “guardie che reggono mazze come se fossero re”), questo riformatorio di Red Wing non era però l'impenetrabile "fortezza gotica" ritratta nella canzone.

## Versioni
Joan Baez realizzò una cover di Walls of Red Wing, pubblicandola in Any Day Now del 1968. Ramblin' Jack Elliott reintrepretò la canzone nell’album Friends of Mine del 1997.